# Heian Shodan
Heian Shodan (平安初段) est un kata de karaté de style Shōtōkan. C'est le premier et le plus simple des cinq kata de la série initiatique Heian. C'est donc en général le premier kata appris et pratiqué par les karatékas de l'école Shōtōkan.
Codifié par Gichin Funakoshi, Heian Shodan est un kata simple, globalement symétrique, qui ne comporte que cinq techniques différentes et deux postures. Sa connaissance est requise pour l'obtention de la ceinture jaune.

## Étymologie
Heian Shodan signifie  « paix et tranquillité, niveau un ».
Le mot « Heian » vient du japonais hei (平) signifiant « calme, stable », et an (安) signifiant « paix, quiétude ».
« Shodan » vient du japonais sho (初) «commencement » et dan (段) « niveau ».

## Origines
Heian Shodan a été codifié en 1936 par Gichin Funakoshi. Il a été conçu à partir du kata Pinan Shodan, créé en 1907 par le maître Ankō Itosu en même temps le reste de la série Pinan. Pinan Shodan serait lui-même une simplification d'un ancien kata chinois nommé Kushanku, qu'on retrouve en Shōtōkan sous le nom de Kanku Dai,. 
À l'origine, Pinan Shodan était enseigné en second, après Pinan Nidan. C'est d'ailleurs encore le cas dans certaines écoles de karaté, par exemple en Shito-ryū.

## Structure

### Embusen

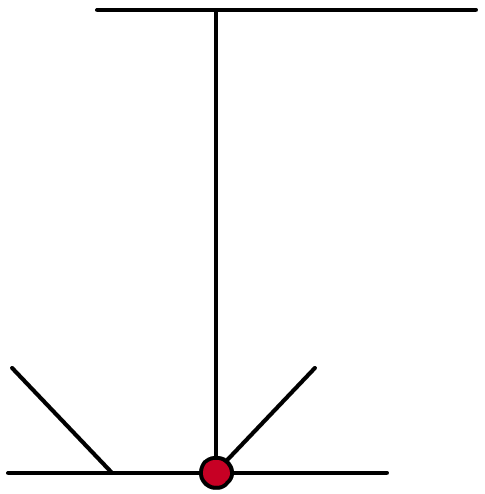
Embusen de Heian Shodan. Le point rouge représente le point de départ et d'arrivée du kata.

L'embusen de Heian Shodan est simple et symétrique. Il s'effectue sur trois axes formant un H renversé, et les déplacements sont linéaires, hormis deux déplacements effectués sur des axes à 45° à la fin du kata.

### Caractéristiques
Heian Shodan est composé de 21 techniques et deux kiai, et s'exécute en 30 à 40 secondes,. 
C'est un kata simple, presque entièrement symétrique (à l'exception de la technique tettsui-uchi), où chaque technique s'accompagne d'un déplacement (contrairement à d'autres kata où il peut y avoir plusieurs techniques pour un seul déplacement).
Il ne comporte que cinq techniques différentes, notamment les plus emblématiques du kata que sont le gedan-barai et le oi-zuki. La position principale est le zenkutsu-dachi.

### Rythme
Le kata est rythmé par des techniques effectuées globalement deux par deux (hormis pour le passage comportant un tettsui-uchi, qui est composé de trois techniques), avec de légères pauses entre chaque unité. Des accélérations ont lieu juste avant les kiai, qui sont ensuite suivis d'une pause légèrement plus longue (environ 1 seconde) pour récupérer son souffle et marquer la puissance de la technique.

## Techniques
Heian Shodan est le plus simple des kata de la série Heian. Il ne contient que deux postures et cinq techniques différentes.

### Postures
- Zenkutsu-dachi (fente avant)
- Kokutsu-dachi (en appui sur la jambe arrière)

Le kata s'effectue presque entièrement en zenkutsu-dachi, à l'exception des quatre dernières postures en kōkutsu-dachi ,. Dans certaines variantes, le kata comporte aussi la position renoji-dachi au moment d'effectuer l'attaque tettsui-uchi.

### Défenses
- Gedan-barai (blocage descendant)
- Jōdan-age-uke (blocage ascendant)
- Shutō-uke (blocage du tranchant de la main)La karatéka Kiyou Shimizu effectuant la technique shuto-uke, que l'on retrouve à 4 reprises à la fin du kata Heian Shodan (la posture de jambes est cependant différente : neko-ashi-dashi sur la photo, au lieu de kokutsu-dachi).

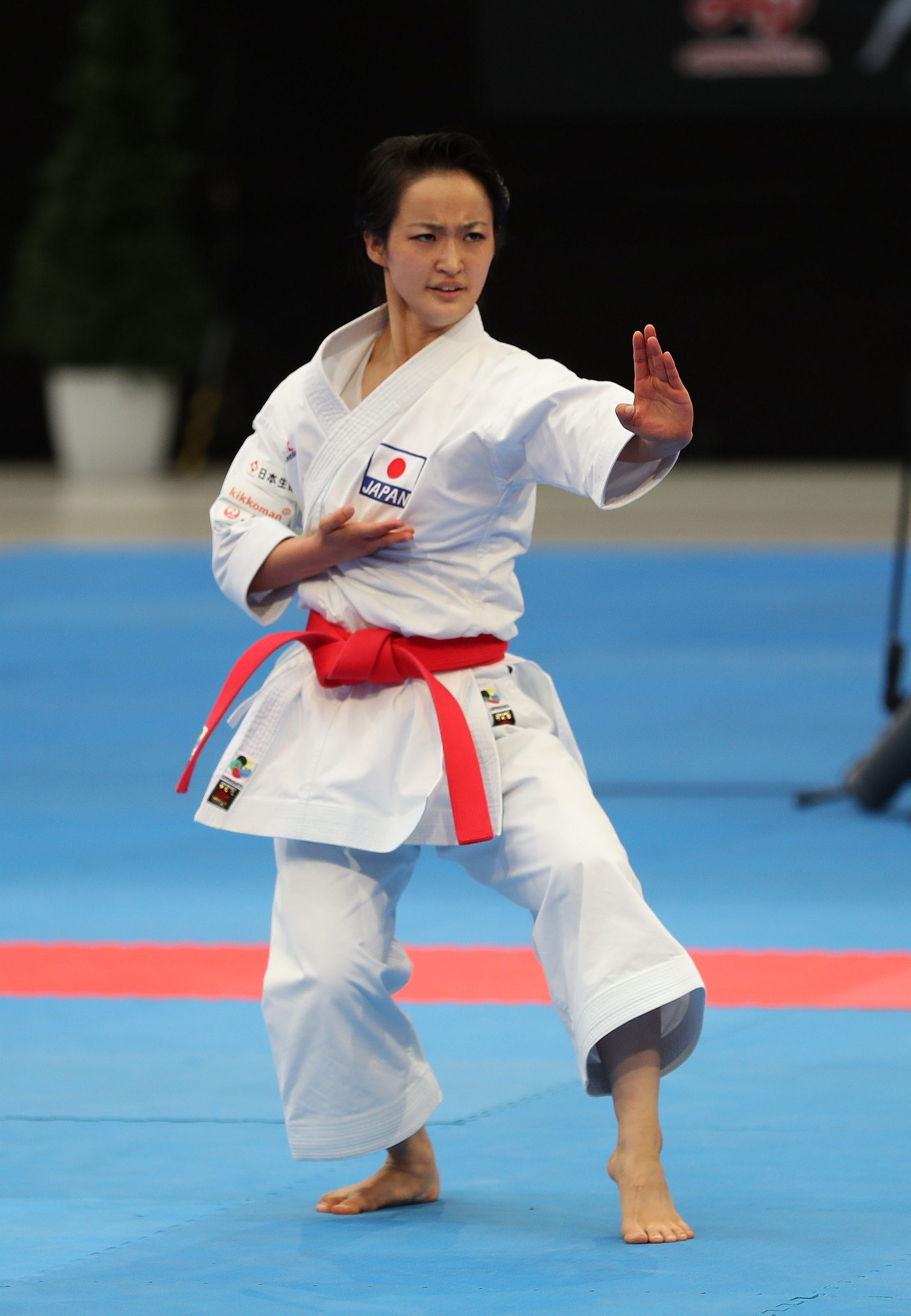
La karatéka Kiyou Shimizu effectuant la technique shuto-uke, que l'on retrouve à 4 reprises à la fin du kata Heian Shodan (la posture de jambes est cependant différente : neko-ashi-dashi sur la photo, au lieu de kokutsu-dachi).

Ces techniques interviennent respectivement 6 fois, 3 fois et 4 fois.

### Attaques
- Oi-zuki chūdan (coup de poing direct niveau plexus)
- Tate-mawashi tettsui-uchi (coup de poing dit du « marteau de fer »)

Le oi-zuki est la technique la plus présente du kata, avec 7 occurrences, la répétition permettant d'assimiler cette technique de base (kihon). Au contraire, le tate-mawashi tettsui-uchi n'intervient qu'une seule fois dans le kata. C'est une technique particulière qu'on ne retrouve dans aucun autre de la série Heian. Heian Shodan est également le seul de la série à ne comporter aucun coup de pied.

### Difficultés
Pour une personne qui débute en karaté, le point le plus difficile sera probablement l'apprentissage des déplacements. Le kata nécessite en effet à deux reprises d'effectuer des rotations à 270°, qui peuvent être difficiles à réaliser sans perdre l'équilibre. Pour surmonter cette difficulté, il faut regrouper les jambes afin de stabiliser le centre de gravité, avant d'effectuer le mouvement suivant.

## Déroulé
Le kata se déroule comme suit :
Introduction
- Salut (rei) en musubi-dachi
- Yōi en hachiji-dachi
- Annonce du nom du kata : Heian Shodan

Séquence latérale
1. Vers la gauche : gedan-barai en zenkutsu-dachi jambe gauche devant
2. Un pas vers l'avant : oi-zuki chūdan en zenkutsu-dachi jambe droite
3. Rotation à 180° : gedan-barai en zenkutsu-dachi jambe droite
4. Retrait de la jambe avant : tate-mawashi tettsui-uchi en renoji-dachi
5. Un pas vers l'avant : oi-zuki chūdan en zenkutsu-dachi jambe gauche

Séquence sur l'axe vertical (aller)
1. Rotation à 90° vers la gauche : gedan-barai en zenkutsu-dachi jambe gauche. Sur place : age-shuto-uke gauche
2. Un pas vers l'avant : jōdan-age-uke en zenkutsu-dachi jambe droite
3. Un pas vers l'avant : jōdan-age-uke en zenkutsu-dachi jambe gauche
4. Un pas vers l'avant : jōdan-age-uke en zenkutsu-dachi jambe droite avec kiai

Séquence latérale (bis)
1. Rotation 270° vers la gauche : gedan-barai en zenkutsu-dachi jambe gauche
2. Un pas vers l'avant : oi-zuki chūdan en zenkutsu-dachi jambe droite
3. Rotation à 180° : gedan-barai en zenkutsu-dachi jambe droite
4. Un pas vers l'avant : oi-zuki chūdan en zenkutsu-dachi jambe gauche

Séquence sur l'axe vertical (retour)
1. Rotation à 90° vers la gauche : gedan-barai en zenkutsu-dachi jambe gauche
2. Un pas vers l'avant : oi-zuki chūdan en zenkutsu-dachi jambe droite
3. Un pas vers l'avant : oi-zuki chūdan en zenkutsu-dachi jambe gauche
4. Un pas vers l'avant : oi-zuki chūdan en zenkutsu-dachi jambe droite avec kiai

Séquence latérale finale
1. Rotation 270° vers la gauche : shuto-uke en kokutsu-dachi jambe gauche
2. Un pas vers la droite à 45° : shuto-uke en kokutsu-dachi jambe droite
3. Rotation 135° vers la droite : shuto-uke en kokutsu-dachi jambe droite
4. Un pas vers la gauche à 45° : shuto-uke en kokutsu-dachi jambe gauche

Conclusion
- Retour en yōi en hachiji-dachi
- Salut (rei) en musubi-dachi
- Yame

## Bunkai(applications)
Certains maîtres proposent des bunkaï (interprétations, applications) de Heian Shodan.

### Bunkaide Hirokazu Kanazawa
Le maître Hirokazu Kanazawa suggère plusieurs applications des techniques de Heian Shodan dans son livre Shotokan Kata.
Il propose notamment deux interprétations possibles pour les mouvements 3 et 4 du kata (blocage gedan-barai en zenkutsu-dachi ; puis attaque en tate-mawashi tettsui-uchi avec retrait du pied pour passer en renoji-dachi).
- Interprétation 1 : Sur une saisie du poignet droit (mouvement 3), ramener prestement le bras vers la hanche gauche pour se libérer de l'emprise de l'adversaire tout en le déséquilibrant, puis lever le poing et lui asséner un coup de poing marteau sur la tête (mouvement 4).
- Interprétation 2 : Sur une attaque en mae-geri (coup de pied direct), bloquer en gedan-barai du bras droit (mouvement 3). L'adversaire enchaîne avec un oi-zuki chūdan droit, bloqué par le retrait du bras droit vers la hanche en position renoji-dachi (mouvement 4 - partie 1). Le poing droit poursuit son mouvement, monte et redescend en coup de poing marteau sur la tête de l'adversaire (mouvement 4 - partie 2).

Il propose également une application des mouvements 9 et 10 (age-uke en zenkutsu-dachi jambe droite ; rotation 270° vers la gauche pour finir en gedan-barai gauche en zenkutsu-dachi jambe gauche) :
- Interprétation : Sur une attaque en oi-zuki jōdan (coup de poing au visage), bloquer en jōdan age-uke droit (mouvement 9), puis saisir le poignet de l'adversaire avec les deux mains, pivoter à 270° et terminer le mouvement en projetant le bras gauche vers le sol comme pour faire un gedan-barai (mouvement 10), ce qui aura pour effet de jeter l'adversaire au sol par-dessus votre épaule.

## Grades
En France, la connaissance de Heian Shodan est généralement requise pour le passage de la ceinture blanche à la ceinture jaune. Heian Shodan fait également partie des six kata à connaître pour le passage de la ceinture noire premier dan.